# Hoplodrina hesperica
Hoplodrina hesperica är en fjärilsart som beskrevs av Claude Dufay och Charles Boursin 1960. Hoplodrina hesperica ingår i släktet Hoplodrina och familjen nattflyn. Inga underarter finns listade i Catalogue of Life.